# Collocalia esculenta
Collocalia esculenta là một loài chim trong họ Apodidae.

## Hình ảnh

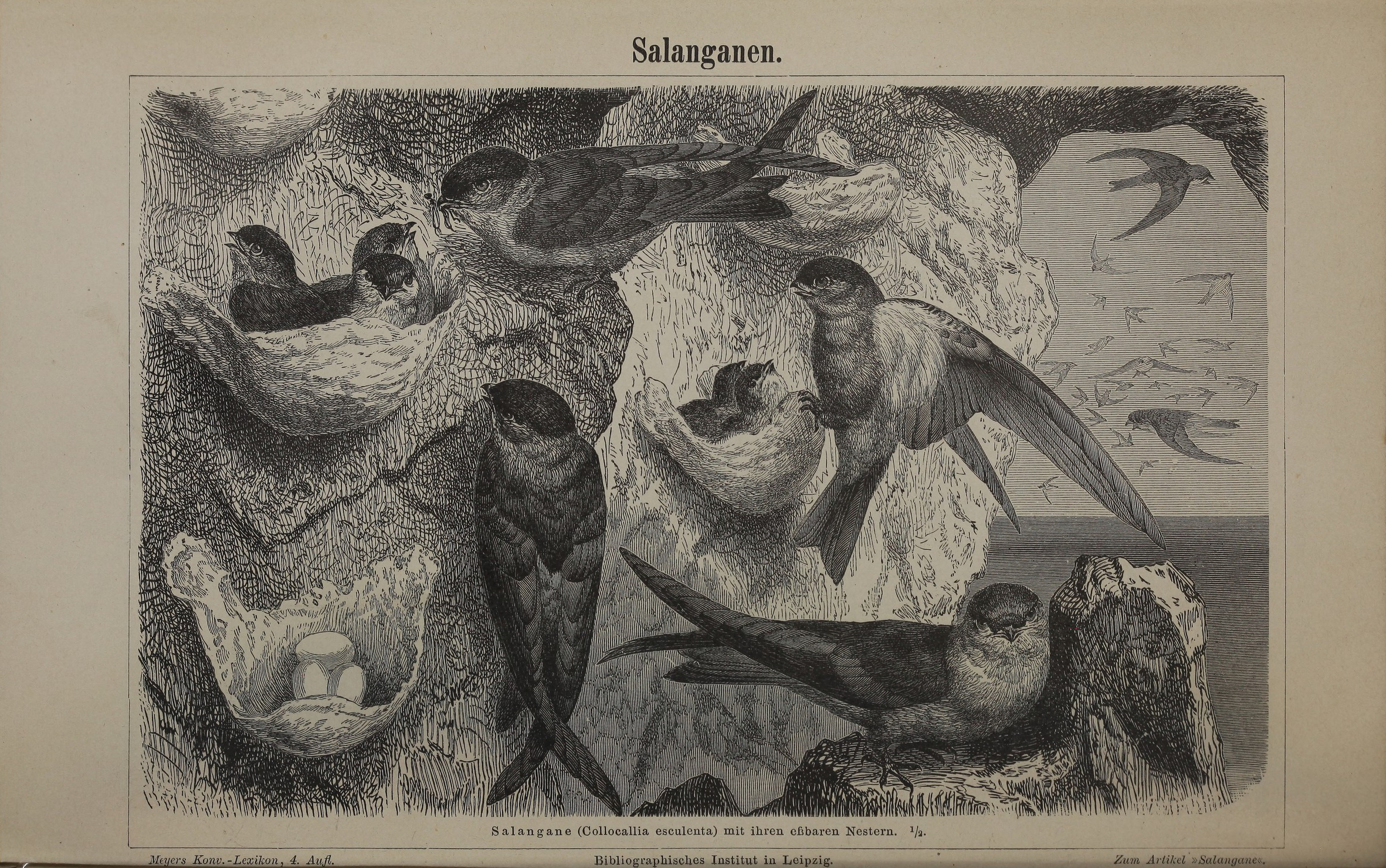
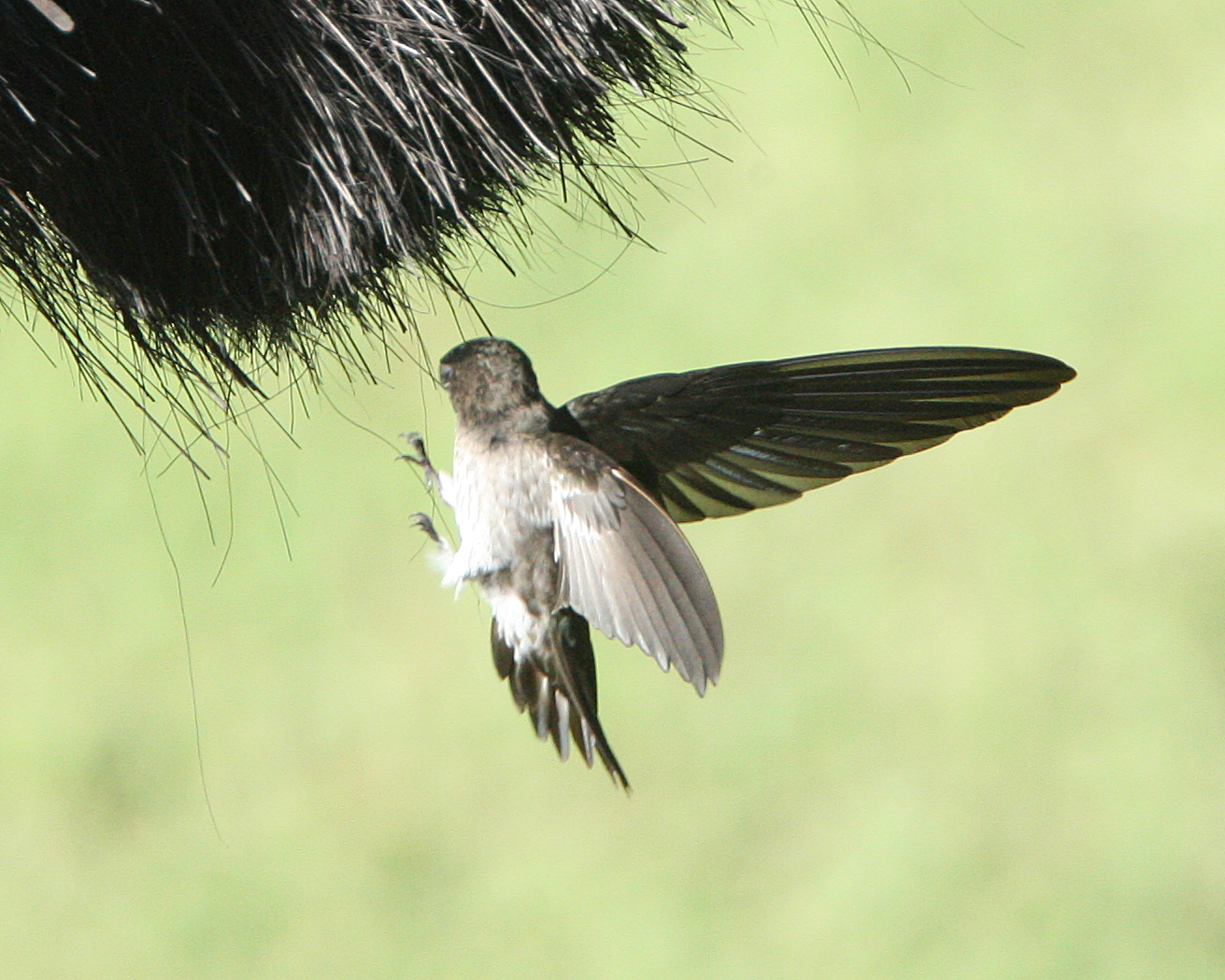
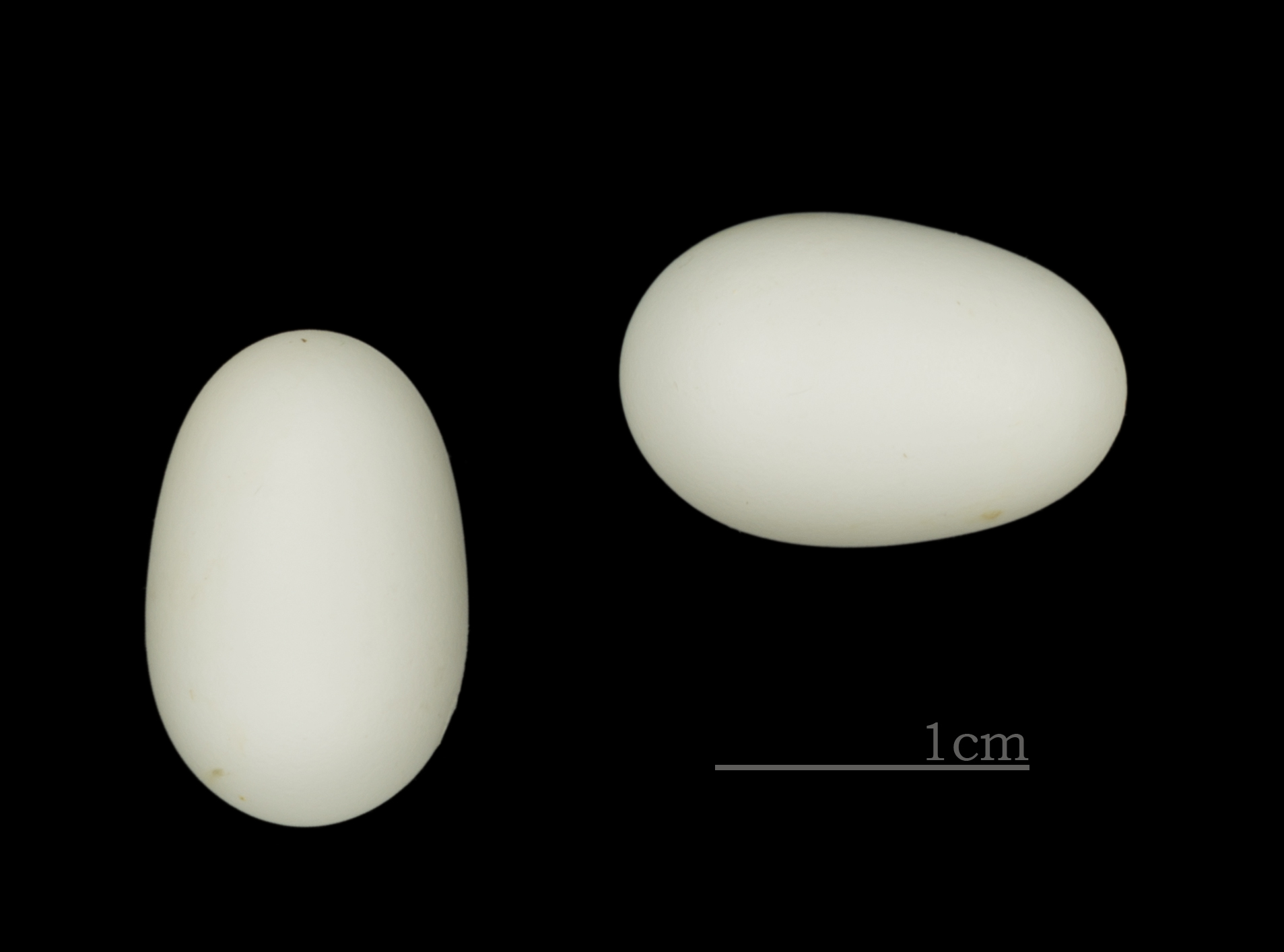